# Hiperòlids
Hyperoliidae és una família de granotes que conté 250 espècies repartides en 19 gèneres (17 són endèmics de l'Àfrica subsahariana mentre que el gènere Tachycnemis ho és de les illes Seychelles i el gènere Heterixalus de Madagascar).